# Ermita de Santa María de Bellera
Santa María de Bellera es una ermita románica del pueblo de la Bastida de Bellera, perteneciente al término de Sarroca de Bellera, de la comarca catalana del Pallars Jussá en la provincia de Lérida.
Está situada en una colina de 1.072,2 m de altitud, a 1,5 km al sureste de la Bastida de Bellera, en la Sierra de la Bastida.
No se tienen noticias documentales de esta iglesia, aunque, por su aparato constructivo, es obra del siglo XI.
El edificio amenaza ruina, sobre todo por el lado de levante. Es pequeña, de una sola nave, con bóveda de cañón reforzada por dos arcos torales. El ábside, semicircular, está casi totalmente destruido. La puerta está en la fachada de poniente, es de arco de medio punto. El aparato es pequeño, irregular, rústico, dispuesto en hileras que quieren ser regulares. Todo ello muestra una obra sencilla, rural, del siglo XI.